# SŽD-Baureihe ЭР10
Der ЭР10 (ER10) ist ein bei der Rigaer Waggonfabrik (RVR) in Lettland gebauter Triebzug, der speziell im Vorortverkehr eingesetzt wurde. Er gehört zu einer Serie von Elektrotriebwagen für Gleichstrom-Antrieb mit Widerstandsbremse und vergrößerter Länge des Kastens. Man kann ihn als Übergangsmuster für die Reihe ЭР22 bezeichnen.

## Historie
1960 wurden zwei neue 4-Waggon-Elektrozüge ausgeliefert, die die Bezeichnung ЭР10 (ER 10) erhielten. Zwei Arten von Waggons wurden verwendet, um Züge zu bilden: Motorwagen (oder Steuerwagen, mit einer Steuerkabine an einem Ende) und Beiwagen (oder Zwischenwagen, ohne Motoren und ohne Steuerkabine). Ein solcher Zug hatte zwei Motorwagen (an den Rändern) und zwei Beiwagen (in der Mitte). Die Fahrzeuge wurden von Rīgas Vagonbūves Rūpnīca (die Motorwagen) hergestellt, die Beiwagen von der Waggonfabrik Twer und die Rigaer Elektromaschinenwerke lieferten die Elektroausrüstung. Zwei dieser Elektrozüge konnten in einen 8-Wagen-Zug vereinigt werden.
Der Kasten der Fahrzeuge besaß gegenüber den damals gelieferten Fahrzeugen der Reihe ЭР1 und ЭР6 bedeutende Unterschiede. Die Länge des Kastens betrug bei den Fahrzeugen 24,5 m. In der Mitte des Waggons befand sich noch ein dritter Vorraum. Die Elektroausrüstung unterschied sich nicht groß von den Fahrzeugen der Reihe ЭР6. Drehgestelle und Antriebe hingegen erfuhren so gut wie keine Änderungen. Die Motorwagen besaßen die Elektrofahrmotoren ДК-106А-2 (DK-106A-2), sie besaßen im Gegensatz zu den ДК-106А (DK-106A) einen vergrößerten Leitungsquerschnitt für die Verhinderung einer Überhitzung der Leitungen und eine Reihe anderer unbedeutender Änderungen. Im Vergleich zu den Elektrozügen der Reihe ЭР6 war die Zahl der Stufen der Schwächung der Anregung von vier auf sechs vergrößert wurden. Dadurch war ein leichteres Anfahren des Zuges möglich geworden. Die Bremsausrüstung hingegen stimmte vollständig mit der der Reihe ЭР6 überein. Außerdem wurden noch eine Reihe weiterer Änderungen in die Konstruktion hineingetragen. Offensichtlich entstanden die Fahrzeuge zu einer Zeit, da man sich noch nicht völlig über die Konfiguration der neuen Züge im Klaren war.
Die gesamte Masse des 4-Wagen-Zuges betrug 207,8 t. Die Zahl der Sitzplätze im gesamten Zug betrug 486. So wie die Leistung der Fahrmotoren im Vergleich mit der Reihe ЭР6 unverändert blieb und die Masse gleichzeitig gesteigert wurde, verkleinerte sich logischerweise die spezifische Leistung ein wenig. Doch auf Grund der Beseitigung der Polerwärmung durch die vergrößerten Leitungen besaß das Relais der Beschleunigung einen Wert von 330 A gegenüber den ursprünglichen 285 A, somit blieb die Geschwindigkeit des Zuges gegenüber der ЭР6 praktisch unverändert.
Es wurden sechs Züge mit den Nummern 001 bis 006 gebaut, jeweils vier Wagen. Später bildeten sich aus diesen Zügen drei Achtwagen-Elektrozüge (die Vierwagen-Züge wurden zu ihren Sektionen). Auch die Nummerierung der Züge hat sich geändert.
| Alte Nummern | Neue Nummern |
| ------------ | ------------ |
| 001 + 002    | 001          |
| 003 + 004    | 002          |
| 005 + 006    | 003          |

Nach der Kombination hatte jeder Wagen seine eigene dreistellige Nummer. Die erste Ziffer entsprach der neuen Zugnummer (1 für 001, 2 für 002, 3 für 003). Die letzten beiden Ziffern (01 bis 08) waren für jeden der acht Zugwagen individuell, wobei die Motorwagen gerade Nummern erhielten, die Beiwagen ungerade. Zum Beispiel ist 208 die Nummer eines der Motorwagen des elektrischen Zuges ЭР10.002 (die Markierung auf der Seite dieses Wagens war „ЭР10-208“).

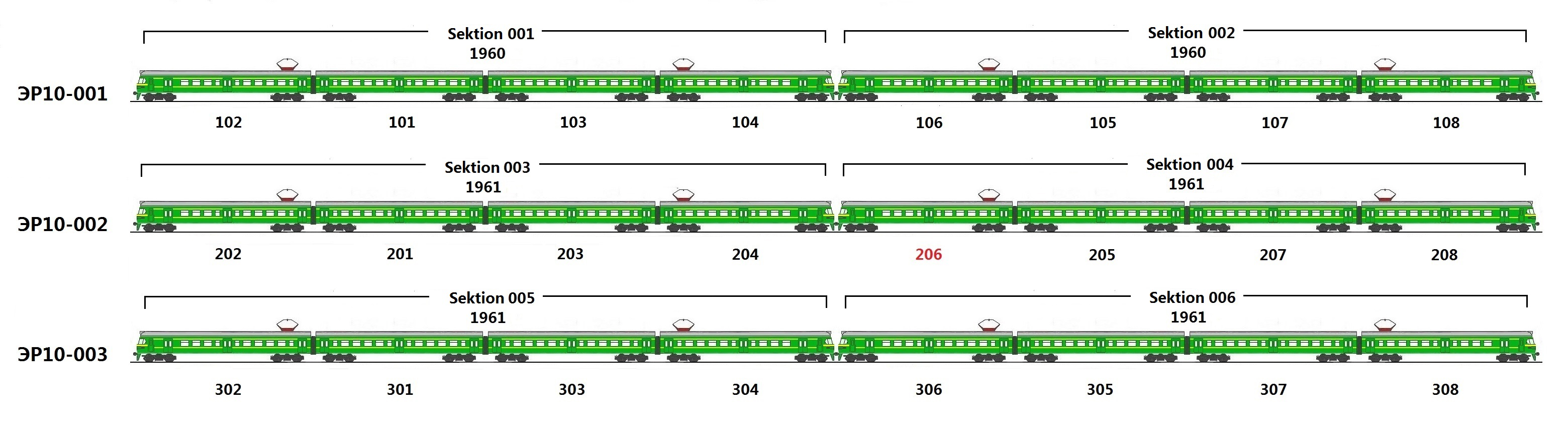
Zug- und Wagennummern. Die Wagennummer im Museum ist rot hervorgehoben

Die Züge wurden dem Depot Pererwa zugeteilt und fuhren auf der Richtung nach Kursk und gelegentlich in andere Richtungen des Moskauer Eisenbahnknotens. 1974 wurden sie auf Grund nicht mehr lieferbarer Ersatzteile ausgemustert.
Gegenwärtig sind nur einige Waggons von Zügen erhalten geblieben. Im guten Zustand ist der Kopfwagen des Zuges ЭР10.002 (ER10.002) mit der Nummer 06 (ЭР10-206) erhalten geblieben. Er stand einige Zeit in dem Depot Moskau – Kursk der Moskowskaja schelesnaja doroga wurde später im Eisenbahnmuseum installiert (Warschauer Bahnhof in Sankt Petersburg). Nach einigen Jahren wurde er an einen neuen Standort (den Ostseebahnhof von St. Petersburg) verlegt. Bei diesem Fahrzeug ist die Echtheit der Teile des Wagens nicht nachgewiesen; der Salon wurde von Freiwilligen aus einem ausgemusterten ЭР1 zusammengetragen, dasselbe betraf auch Teile des Führerstandes. Einige Waggons des ЭР10 wurden in dem Depot Uslowaja entdeckt. Ein weiterer Kopfwagen befand sich bis 2011 in dem Depot Oscherelje, im September desselben Jahres wurde er dort verschrottet.